# 太田市藪塚本町文化ホール
太田市藪塚本町文化ホール（おおたしやぶづかほんまちぶんかホール）は、群馬県太田市の文化ホール。通称、カルトピア。
藪塚本町図書館が併設されている。

## 概要
旧藪塚本町の際に設立され、太田市と合併し、現在は太田市が管理運営をしている。同市が共に管理運営をしている、太田市民会館、太田市新田文化会館は関連施設である。太田市藪塚本町文化ホールでは、この2館で開催されるイベントなどのチケットも購入できる。反対に、その2館でも太田市藪塚本町文化ホールで開催されるイベントなどのチケットを購入できる。

## アクセス

### 車
北関東自動車道
太田藪塚ICより約5分。
東北自動車道
佐野藤岡ICより約60分。

### 電車
藪塚駅より約5分。